# Ronde van de Toekomst 1965
De Ronde van de Toekomst 1965 (Frans: Tour de l'Avenir 1965) werd gehouden van 2 tot en met 14 juli in Frankrijk.
Deze editie van De Tour de l’Avenir kende een aantal primeurs; er werd voor het eerst gestart buiten Frankrijk namelijk in de Duitse stad Keulen en tegelijkertijd was het voor het eerst dat deze ronde zijn finish had in het buitenland namelijk in de Spaanse stad Barcelona.  Ook werd onderweg voor het eerst België aangedaan en tevens voor het eerst Noord-West-Frankrijk. Nog een primeur was dat de ‘kleine Tour’ een dag voor de ‘grote Tour’ uit reed. Er waren in totaal 13 etappes waarvan de laatste etappe in Barcelona als individuele tijdrit werd verreden. De eerste negen etappes waren nagenoeg vlak, de drie laatste etappes waren bergetappes in de Pyreneeën. De totale lengte van de etappes was 2185 km. Op 26 juni was er een rustdag in Saint-Brieuc.

## Bijzonderheden
- Aan deze ronde deden uitsluitend landenploegen mee bestaande uit elk acht renners. Er waren twaalf ploegen aan de start.
- De renners Andrzej Bławdzin (PL) en Wim Schepers (NL) die deelnamen aan de Tour de ‘Avenir 1965 werden voor aanvang van de ronde beschuldigd van gebruik van stimulerende middelen in de Ronde van Oostenrijk. Er was voor aanvang en tijdens de ronde discussie of deze renners hadden mogen starten. Desondanks reden beiden de ronde uit, Blawdzin won zelfs een etappe.
- Tijdens de ronde moesten de Franse renners Charly Grosskost en André Baysierre onder verdachte omstandigheden opgegeven tijdens de tiende etappe. De artsen in de Tour de l’Avenir constateerden verschijnselen die het gevolg zouden kunnen zijn van het gebruik van door de anti-dopingwet verboden middelen.

## Etappe-overzicht
| etappe   | datum   | start         | finish              | afstand  | winnaar          | klassementsleider |
| -------- | ------- | ------------- | ------------------- | -------- | ---------------- | ----------------- |
| 1e       | 20 juni | Keulen        | Keulen              | 162 km   | Wilfried Peffgen | Wilfried Peffgen  |
| 2e       | 21 juni | Keulen        | Eupen               | 127,5 km | Mariano Diaz     | Wilfried Peffgen  |
| 3e       | 22 juni | Eupen         | Luik                | 130 km   | Batista Monti    | Wilfried Peffgen  |
| 4e       | 23 juni | Jambes        | Roubaix             | 147,5 km | Peter Chisman    | Wilfried Peffgen  |
| 5e       | 24 juni | Béthune       | Rouen               | 186 km   | Mario Anni       | Wilfried Peffgen  |
| 6e       | 25 juni | Caen          | Saint-Brieuc        | 227 km   | Andrzej Blawdzin | Juliën De Locht   |
| 7e       | 27 juni | Concarneau    | La Baule            | 188 km   | Bernard Guyot    | Juliën De Locht   |
| 8e       | 28 juni | Pornichet     | La Rochelle         | 219 km   | Domingo Perurena | Juliën De Locht   |
| 9e       | 29 juni | Chatelaillon  | Bordeaux            | 189 km   | Ole Hojlund      | Juliën De Locht   |
| 10e      | 30 juni | Dax           | Bagnères-de-Bigorre | 226,5 km | Mariano Diaz     | Mariano Diaz      |
| 11e      | 1 juli  | Saint-Gaudens | Ax-les-Thermes      | 162,5 km | André Desvages   | Mariano Diaz      |
| 12e      | 2 juli  | Font Romeu    | Barcelona           | 200,5 km | Ole Hojlund      | Mariano Diaz      |
| 13e (it) | 3 juli  | Barcelona     | Barcelona           | 20 km    | Bernard Guyot    | Mariano Diaz      |

## Eindklassementen

### Algemeen klassement
| rang | renner               | land        | tijd        |
| ---- | -------------------- | ----------- | ----------- |
| 1    | Mariano Diaz         | Spanje      | 58u 08' 59" |
| 2    | Jose Lopez Rodriguez | Spanje      | op 2' 34"   |
| 3    | Klaus Herger         | Zwitserland | op 3' 56"   |
| 4    | Rudi Zollinger       | Zwitserland | op 5' 04"   |
| 5    | Juliën De Locht      | België      | op 5' 30"   |
| 6    | Jorge Marine         | Spanje      | op 6' 10"   |
| 7    | Harrie Steevens      | Nederland   | op 6' 10"   |
| 8    | Gastone Corradini    | Italië      | op 6' 55"   |
| 9    | Domingo Perurena     | Spanje      | op 9' 21"   |
| 10   | Bernard Guyot        | Frankrijk   | op 11' 11"  |

### Puntenklassement
| rang | renner               | land       | tijd |
| ---- | -------------------- | ---------- | ---- |
| 1    | Harrie Steevens      | Nederland  | 96 p |
| 2    | Bernard Guyot        | Frankrijk  | 91 p |
| 3    | Ole Hojlund          | Denemarken | 88 p |
| 4    | Jose Lopez Rodriguez | Spanje     | 82 p |
| 5    | André Desvages       | Frankrijk  | 81 p |

### Bergklassement
| rang | renner       | land   | tijd |
| ---- | ------------ | ------ | ---- |
| 1    | Mariano Diaz | Spanje | p    |

### Ploegenklassement
| rang | land        | tijd           |
| ---- | ----------- | -------------- |
| 1    | Spanje      | 174u 25' 27" p |
| 2    | Italië      | op 20' 37" p   |
| 3    | Frankrijk   | op 22' 05" p   |
| 4    | Zwitserland | op 30' 42" p   |
| 5    | Nederland   | op 35' 52" p   |